# Cryonics Institute
Cryonics Institute (CI) är ett medlemsägt och icke-vinstdrivande företag i Michigan, USA, som erbjuder tjänster för kryobevaring av människor och djur efter deras juridiska död, i hoppet att de ska kunna återställas till god hälsa någon gång i framtiden. 
CI har cirka 1800 medlemmar världen över varav ett tiotal i Sverige. Vid institutet kryobevaras cirka 160 människor och 140 husdjur. 

## Organisation

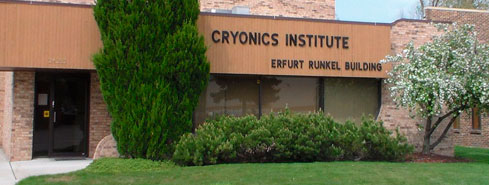
Cryonics Institutes byggnad i Michigan, USA.

Cryonics Institute leds av 12 funktionärer  och 4 av dessa väljs varje år vid institutets årliga möte som vanligtvis är öppet för allmänheten och hålls sista söndagen i september.